# آشپزی پانامایی

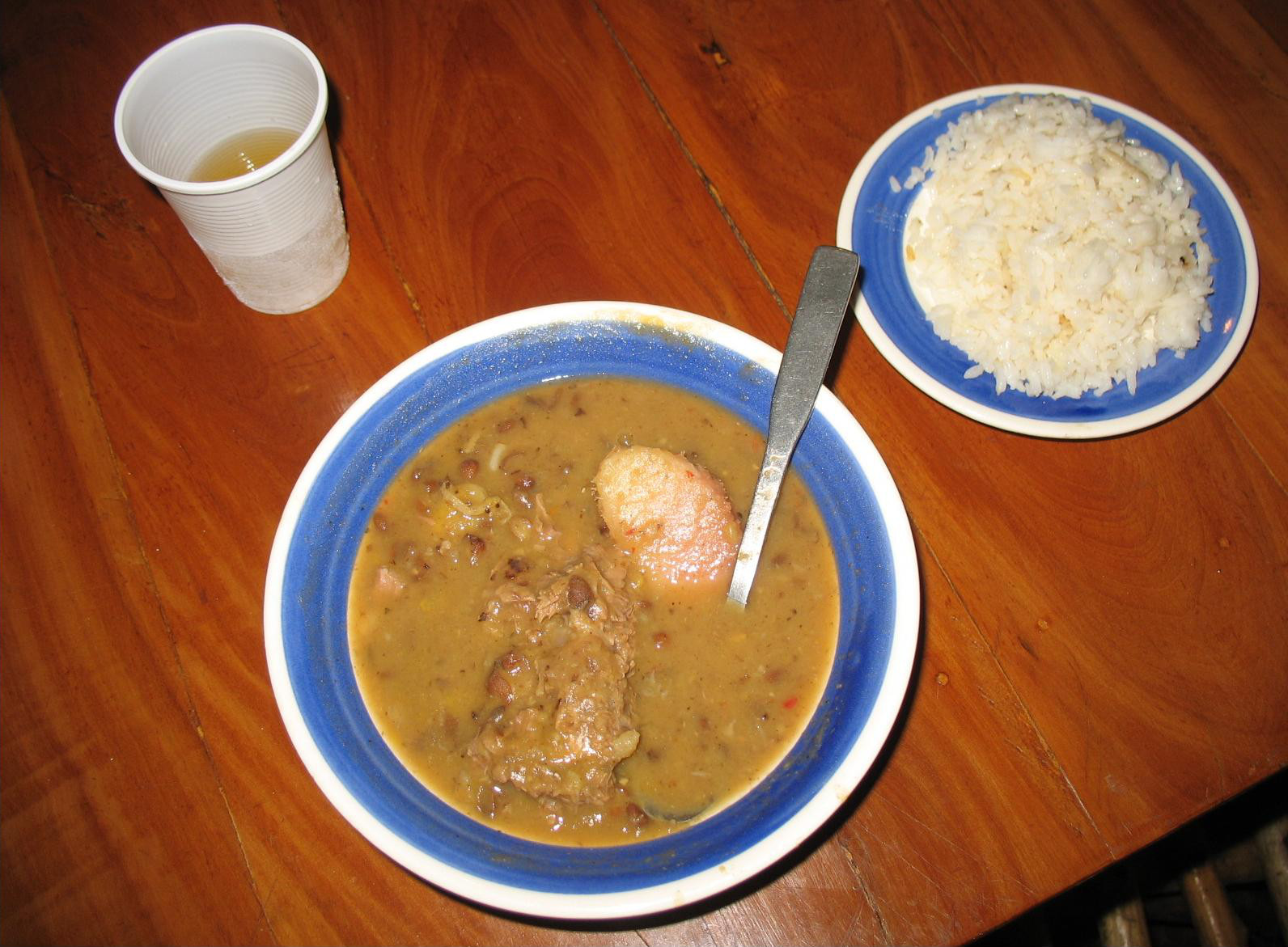
نمونه ای از سانکوچو

آشپزی پانامایی (انگلیسی: Panamanian cuisine) ترکیبی از روش‌ها، غذاها. مواد اولیه غذایی آفریقایی، اسپانیایی و بومیان آمریکا است که بازتاب دهنده جمعیت متنوع آن است. از آنجا که پاناما یک پل سرزمینی بین دو قاره است، تنوع زیادی از سبزیجات، گیاهان و میوه‌های استوایی دارد که در آشپزی بومی از آنها استفاده می‌شود.
مواد اولیه غذایی رایج در در غذاها ی پانامایی ذرت، برنج، آرد گندم، موز پختنی، مانیوک، گوشت گاو، گوشت مرغ، گوشت خوک و خوراک دریایی هستند.

## نوشیدنی‌ها

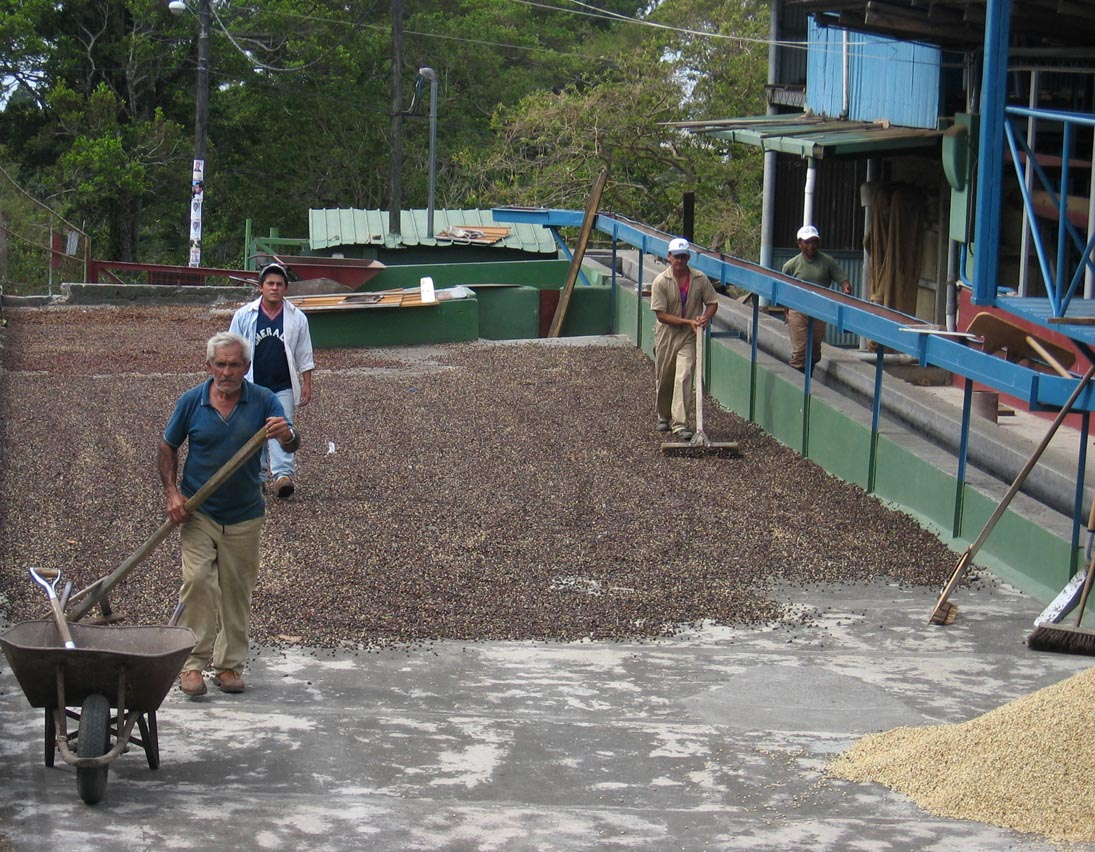
خشک کردن قهوه در سال ۲۰۰۴ در پاناما

در پاناما، میکده‌هایی وجود داشت که به بازرگانان، گردشگران و قماربازان محلی و برخی که به واسطه پرسنل نظامی آمریکا رفت و آمد می‌کردند، از آنها پذیرایی می‌کردند. مورد اخیرالذکر بیشتر به عنوان «شات و آبجو» رستورانهای بی کیفیت بی‌نام و نشان، شهرت داشت. یکی از این میکده‌ها، کرش پلیس (Kresch's Place) کتاب طرز تهیه نوشیدنی منتشر کرد. نام چند تا از نوشیدنی‌ها به یادبود پایگاه‌ها، زیردریایی‌ها، پادگان‌ها، کشتی‌ها و دیگر نهادهای نظامی بوده است. «یو.اس.اس. ۴۴ ویژه»، جین تام اولد، جین اسلو و آب لیمو بود. یو.اس.اس. مالارد (U.S.S. Mallard) رام کهنه (پانامایی، ونزوئلایی و کلمبیایی)، ورموت قرمز، بندیکتین (Bénédictine)، ابسنت، انگستیوئری بیترز مزه دار شده با برش پوست لیمو بود. جلد کتاب طرز تهیه نوشیدنی، سربازان، ملوانان و یک افسر نظامی در حال نوشیدن مشروب را به نمایش گذاشته است.

## ادویه جات
- آچیوت- مصرف رایج در آشپزی پانامایی